# Casa al carrer Vall, 3 (Canet de Mar)
La Casa al carrer Vall, 3 és una obra de Canet de Mar (Maresme) inclosa a l'Inventari del Patrimoni Arquitectònic de Catalunya.

## Descripció
Casa amb planta baixa i dues plantes. Als baixos s'ha canviat la porta d'accés, abans un gran portal, per una porta més petita, encara que es pot valorar la forma de l'anterior. Al segon pis també n'hi ha hagut canvis, ja que una de les obertures, que dona al gran balcó amb barana de ferro, ha estat tapada. Al tercer pis també n'hi ha un balcó amb barana de ferro i aquest no ha patit modificacions. L'edifici està coronat amb ornamentació de pedra.